# Karabin maszynowy Ho-103
Karabin maszynowy Ho-103 (ホ103, karabin maszynowy Armii Typ 1 kalibru 13 mm) – japoński lotniczy karabin maszynowy kalibru 12,7 mm z okresu II wojny światowej używany w samolotach Sił Powietrznych Cesarskiej Armii Japonii.

## Nazwa
Karabiny maszynowe używane przez armię japońską o kalibrze ponad 11 mm określane były jako „działka automatyczne” (kikan hou). Dalsze oznaczenie, w tym przypadku „Typ 1” oznaczało według kalendarza japońskiego rok wprowadzenia do służby 2601 (1941 według kalendarza gregoriańskiego). Około 1940 Armia wprowadziła nowy system oznaczeń broni automatycznej, w którym wielkokalibrowe karabiny maszynowe otrzymały oznaczenie „Ho” (skrót od kana hou – „działko”, katakana ホ) i numer projektu (shiki).

## Opis konstrukcji
Karabin miał bardzo zbliżoną konstrukcję do amerykańskiego Browninga 12,7 mm. Według niektórych źródeł bazował on na wersji M2, a inne sugerując, że był bliską kopią modelu M1921 12,7 mm.
W odróżnieniu od Browninga, który używał amunicji .50 BMG, japoński karabin używał mniejszych nabojów 12,7 mm x 81SR, co pozwoliło na zmniejszenie wagi karabinu do 22–23 kilogramów. Stosunkowo mała masa broni połączona z dużą szybkostrzelnością teoretyczną, 900 strzałów na minutę, czyniła z niego bardzo skuteczną broń, choć podobnie jak wszystkie Browningi był trudny w synchronizacji co zmniejszało jego szybkostrzelność praktyczną nawet do 400 strzałów na minutę. Prędkość wylotowa pocisków wynosiła 780 metrów na sekundę.
Karabin działał na zasadzie krótkiego odrzutu lufy.
Długość karabinu wynosiła 124–126 centymetrów, a długość jego lufy 81 centymetrów.

## Historia
Karabin w wersji podstawowej, Ho-103, używały był w myśliwcach Sił Powietrznych Cesarskiej Armii Japonii takich jak:
- Nakajima Ki-43[8]
- Nakajima Ki-44[9]
- Mitsubishi Ki-51[10]
- Kawasaki Ki-60[11]
- Kawasaki Ki-61[12]
- Kawasaki Ki-64[13]
- Tachikawa Ki-74[14]
- Nakajima Ki-84[15]
- Rikugun Ki-93[16]
- Kawasaki Ki-100[16]
- Kawasaki Ki-102[17]

W wersji ruchomej, Ho-104, która różniła się tylko detalami od wersji podstawowej, używany był w samolotach:
- Mitsubishi Ki-67[18]